# 馬島白尾鼠亞科
馬島白尾鼠亞科（学名：Mystromyinae）是哺乳綱、囓齒目、馬島鼠科的一亞科，而與馬島白尾鼠亞科同科的動物尚有短足鼠屬（短足鼠）、鼢鼠屬（中華鼢鼠）等之數種哺乳動物。

## 下属物种
本属包括以下物种：
- 馬島白尾鼠亞科 Mystromyinae Vorontsov, 1966
  - 馬島白尾鼠屬 Mystromys Wagner, 1841
    - Mystromys albicaudatus (Smith（英语：Andrew Smith (zoologist)）, 1834)